# Anaxagorea rufa
Anaxagorea rufa Timmerman – gatunek rośliny z rodziny flaszowcowatych (Annonaceae Juss.). Występuje naturalnie w Wenezueli, Kolumbii, Peru oraz Brazylii (w stanach Acre i Amazonas). 

## Morfologia
PokrójZimozielone drzewo lub krzew dorastające do 3–10 m wysokości.
LiścieMają kształt od odwrotnie owalnego do eliptycznego. Mierzą 15–48 cm długości oraz 5–15 cm szerokości. Są owłosione od spodu.
KwiatySą zebrane w pęczkach. Rozwijają się na pniach i gałęziach (kaulifloria). Mają kremową, zielonkawą lub brązową.
OwoceOwłosione mieszki o białej lub żółtej barwie. Osiągają 25–35 mm długości.

## Biologia i ekologia
Rośnie w wiecznie zielonych lasach. Występuje na wysokości do 500 m n.p.m.